# Sympycnus propinquus
Sympycnus propinquus är en tvåvingeart som beskrevs av Octave Parent 1932. Sympycnus propinquus ingår i släktet Sympycnus och familjen styltflugor.
Artens utbredningsområde är Ecuador. Inga underarter finns listade i Catalogue of Life.